# Gliese 390
Gliese 390 (GJ 390 / HIP 51007) es una estrella en la constelación de Sextans.
Visualmente se localiza a poco menos de 3º al sureste de ε Sextantis aunque, siendo su magnitud aparente +10,14, no es observable a simple vista.
Está situada, de acuerdo a la reducción de los datos de paralaje de Hipparcos (81,00 ± 1,91 milisegundos de arco), a 40,3 ± 0,9 años luz del sistema solar.
Las estrellas conocidas más cercanas a ella son Gliese 386 y GJ 1140, a 4,5 y 5,8 años luz respectivamente.
Gliese 390 es una enana roja de tipo espectral M1.
Mucho más tenue que el Sol, tiene una luminosidad bolométrica —que incluye la luz infrarroja emitida— equivalente al 4,2 % de la luminosidad solar; es, sin embargo, mucho más luminosa que otras enanas rojas más próximas como Próxima Centauri o Wolf 359.
Tiene una temperatura efectiva de 3484 ± 50 K.
Con un radio equivalente al 61 % del radio solar, gira sobre sí misma con una velocidad de rotación proyectada de 2,5 km/s, lo que conlleva que su período de rotación no supera los 12,6 días.
Presenta un contenido metálico parecido al del Sol, siendo su índice de metalicidad [M/H] = -0,03.
Gliese 390 es miembro del «supercúmulo de las Híades», amplio grupo de estrellas que comparte con las Híades el mismo movimiento a través del espacio. Luyten 726-8, DT Virginis y Gliese 849 son enanas rojas que también forman parte de este grupo.